# Ічера
Ічера́ (болг. Ичера) — село в Сливенській області Болгарії. Входить до складу общини Сливен.

## Населення
За даними перепису населення 2011 року у селі проживали 155 осіб, з них 153 особи (98,7 %) — болгари.
Розподіл населення за віком у 2011 році:
Динаміка населення: